# Ego Trippin’
Az Ego Trippin' Snoop Dogg kilencedik stúdióalbuma. Az albumot 2008. március 11-én adták ki a Doggystile (Snoop saját kiadója) és a Geffen Records gondozásával.

## Eladások
Az albumból a megjelenés első hetében 137 000 példányt adtak el, így 3. helyen nyitott az amerikai Billboard Charton.

## Számok listája
| #  | Cím                                        | Prodeucer(ek)                       | Közreműködnek             | Sample(s)                                                                                    | Idő  |
| -- | ------------------------------------------ | ----------------------------------- | ------------------------- | -------------------------------------------------------------------------------------------- | ---- |
| 1  | "A Word Witchya! (Intro)"                  | Scoop DeVille                       |                           | "Distant Lover" by Marvin Gaye                                                               | 1:20 |
| 2  | "Press Play"                               | DJ Quik                             | Kurupt                    | "Voyage to Atlantis" by The Isley Brothers                                                   | 3:48 |
| 3  | "SD Is Out"                                | Teddy Riley                         |                           |                                                                                              | 3:49 |
| 4  | "Gangsta Like Me"                          | Teddy Riley                         |                           |                                                                                              | 4:26 |
| 5  | "Neva Have 2 Worry"                        | Niggaracci                          | Uncle Chucc               |                                                                                              | 4:18 |
| 6  | "Sexual Eruption"                          | Shawty Redd                         |                           |                                                                                              | 4:00 |
| 7  | "Life of da Party"                         | Scoop DeVille                       | Too Short & Mistah F.A.B. |                                                                                              | 4:23 |
| 8  | "Waste of Time"                            | Raphael Saadiq, Bobby Ozuna         | Raphael Saadiq            |                                                                                              | 3:33 |
| 9  | "Cool"                                     | Teddy Riley                         |                           | Cover of "Cool" by The Time                                                                  | 4:01 |
| 10 | "Sets Up"                                  | The Neptunes                        | Pharrell Williams         | "Hola' Hovito" by Jay-Z                                                                      | 3:44 |
| 11 | "Deez Hollywood Nights"                    | Nottz                               |                           | "Hollywood Knights" by Brooklyn Dreams                                                       | 4:39 |
| 12 | "Whateva U Do"                             | Khao                                |                           |                                                                                              | 3:46 |
| 13 | "Staxxx in My Jeans"                       | Rick Rock                           |                           |                                                                                              | 3:49 |
| 14 | "Been Around tha World"                    | Niggaracci                          |                           |                                                                                              | 3:36 |
| 15 | "Let it Out"                               | Teddy Riley                         |                           |                                                                                              | 2:38 |
| 16 | "My Medicine"                              | Everlast                            | Willie Nelson & Everlast  |                                                                                              | 2:40 |
| 17 | "Ridin' in My Chevy"                       | Scoop DeVille                       |                           |                                                                                              | 3:15 |
| 18 | "Those Gurlz"                              | Teddy Riley, DJ Quik, Scoop DeVille |                           | "Too Much Heaven" by Bee Gees                                                                | 4:00 |
| 19 | "One Chance (Make it Good)"                | Frequency                           |                           | "Make It Good" by Prince Phillip Mitchell                                                    | 3:33 |
| 20 | "Why Did You Leave Me"                     | Hitboy & Polow da Don               |                           | "Celtic Rain" by Mike Oldfield                                                               | 4:07 |
| 21 | "Can't Say Goodbye"                        | Teddy Riley                         | Charlie Wilson            | "The Way It Is" by Bruce Hornsby                                                             | 4:07 |
| *  | "Walk Away" (iTunes pre-order bonus track) |                                     |                           | "Down Rodeo" by Rage Against The Machine, "Shame on a Nigga" by Wu-Tang Clan (interpolation) | 4:08 |
| *  | "Nobody Better" (Australian bonus track)   | Swiff D                             |                           | "Ain't Nobody" by Chaka Khan                                                                 | 3:24 |
| *  | "Shootem Up" (Japanese bonus track)        | Terrance Martin                     |                           |                                                                                              | 3:40 |

- * = marks bonus tracks
- ( ) = marks uncredited personnel